# کئوابانیا
کئوابانیا (به لاتین: Kewabania) یک منطقهٔ مسکونی در بنگلادش است که در ناحیه برگونه واقع شده‌است.